# Saffir-Simpson-Hurrikan-Windskala
Die Saffir-Simpson-Hurrikan-Windskala (engl. Saffir–Simpson hurricane wind scale (SSHWS)), bis 2009 Saffir-Simpson-Hurrikan-Skala (engl.: Saffir–Simpson hurricane scale (SSHS)) ist eine Windskala zur Kategorisierung von tropischen Wirbelstürmen, namentlich von Hurrikanen. Sie gilt nördlich des Äquators, im Atlantik und im Pazifik östlich der Datumsgrenze. Sie wurde 1969 von Herbert Saffir und Bob Simpson, einem früheren Direktor des US-amerikanischen National Hurricane Center, anhand von Studien über die Auswirkungen von Hurrikanen, speziell des Hurrikans Camille, entwickelt und ab 1972 vom National Hurricane Center offiziell eingeführt.
Die Skala verwendet die durchschnittliche Windgeschwindigkeit über 1 Minute zur Einteilung der Hurrikane in fünf Kategorien. Unterhalb der Windstärke 12 nach Beaufort wird nicht von einem Hurrikan gesprochen. Die bis 2009 verwendete Saffir-Simpson-Hurrikan-Skala bezog auch die Höhe der vom Sturm erzeugten Meereswellen und den Luftdruck im Zentrum (Auge) des Hurrikans mit ein. Weil diese Parameter aber nur sehr schlecht mit der Windgeschwindigkeit korrelieren, wurde auf eine reine Windstärkenskala umgestellt.
Die Skala wurde zuerst und in erster Linie für die Seefahrt entwickelt, weshalb die exakten Bereichsgrenzen in Knoten definiert sind. Die Grenze zwischen tropischem Tief und tropischem Sturm (34 Knoten) entspricht der Grenze zwischen Windstärke 7 und 8 nach Beaufort, die Grenze zwischen tropischem Sturm und Hurrikan (64 Knoten) entspricht der Grenze zwischen Windstärke 11 und 12 nach Beaufort. In den Vereinigten Staaten wird die Windgeschwindigkeit jedoch meist noch traditionell in Meilen pro Stunde (miles per hour) angegeben.
Um die Risiken besonders schwerer Hurrikans besser abbilden zu können, wird von Stimmen aus Wissenschaft und Medien die Erweiterung der Skala um Kategorie-6-Hurrikans gefordert. Eine solche Kategorie wurde mit Stand 2024 noch nicht eingeführt.

## Aktuelle Kategorisierung (seit 2012)
Die ursprünglich Anfang der 1970er Jahre eingeführte Skala wurde 2012 überarbeitet. Seither wird die Hurrikankategorie ausschließlich basierend auf den anhaltenden Windgeschwindigkeiten ermittelt. Demnach gilt:
| Stufe / Kategorie    | Windgeschwindigkeit | Windgeschwindigkeit | Windgeschwindigkeit | Windgeschwindigkeit |
| Stufe / Kategorie    | Knoten              | mph                 | km/h                | m/s                 |
| -------------------- | ------------------- | ------------------- | ------------------- | ------------------- |
| Tropisches Tief      | ≤ 33                | ≤ 38                | ≤ 62                | ≤ 17                |
| Tropischer Sturm     | 34 – 63             | 39 – 73             | 63 – 118            | 18 – 32             |
| Hurrikan Kategorie 1 | 64 – 82             | 74 – 95             | 119 – 153           | 33 – 42             |
| Hurrikan Kategorie 2 | 83 – 95             | 96 – 110            | 154 – 177           | 43 – 49             |
| Hurrikan Kategorie 3 | 96 – 112            | 111 – 129           | 178 – 208           | 50 – 58             |
| Hurrikan Kategorie 4 | 113 – 136           | 130 – 156           | 209 – 251           | 59 – 70             |
| Hurrikan Kategorie 5 | ≥ 137               | ≥ 157               | ≥ 252               | ≥ 71                |

Dabei werden für die veröffentlichten Windgeschwindigkeiten die Messungen wie folgt umgerechnet:
1. Der über eine Minute gemittelte, in ganzen Knoten (kn) gemessene Wert wird auf ganze Vielfache von 5 kn gerundet.
2. Für öffentliche Meldungen wird die in Knoten gerundete Windgeschwindigkeit in Meilen pro Stunde (mph) bzw. km/h umgerechnet und dabei erneut gerundet (und zwar auf 5 mph bzw. 5 km/h).

## Frühere Kategorisierung (bis Ende 2011)
Bis 2011 waren die Geschwindigkeiten der Kategorie 4 im unteren und oberen Grenzbereich um 1 Knoten anders definiert, was je nach Geschwindigkeitswert und Einheitenumrechnung zu anderer Kategoriezuordnung führte.
| Stufe / Kategorie    | Windgeschwindigkeit | Windgeschwindigkeit | Windgeschwindigkeit | Windgeschwindigkeit |
| Stufe / Kategorie    | Knoten              | mph                 | km/h                | m/s                 |
| -------------------- | ------------------- | ------------------- | ------------------- | ------------------- |
| Tropisches Tief      | ≤ 33                | ≤ 38                | ≤ 62                | ≤ 17                |
| Tropischer Sturm     | 34 – 63             | 39 – 73             | 63 – 118            | 18 – 32             |
| Hurrikan Kategorie 1 | 64 – 82             | 74 – 95             | 119 – 153           | 33 – 42             |
| Hurrikan Kategorie 2 | 83 – 95             | 96 – 110            | 154 – 177           | 43 – 49             |
| Hurrikan Kategorie 3 | 96 – 113            | 111 – 130           | 178 – 209           | 50 – 59             |
| Hurrikan Kategorie 4 | 114 – 135           | 131 – 155           | 210 – 249           | 60 – 69             |
| Hurrikan Kategorie 5 | ≥ 136               | ≥ 156               | ≥ 250               | ≥ 70                |

Diese Definition hatte aufgrund der Rundungsregeln am unteren und oberen Grenzbereich von Kategorie 4 zu Umrechnungsproblemen geführt.
- Wird bei 115 kn auf mph umgerechnet, würde einer anderen Kategorie (Kat. 3 statt Kat. 4) zugeordnet
- Wird bei 135 kn auf km/h umgerechnet, würde einer anderen Kategorie (Kat. 5 statt Kat. 4) zugeordnet

Um dem Problem zu begegnen, wurde die Kat. 4 an der unteren und oberen Grenze um je 1 kn erweitert.
| Windgeschwindigkeit, gerundet auf 5 kn | Einstufung in Kategorie, nach dem Wert in Knoten | Umrechnung in mph | Rundung auf 5 mph | Einstufung in Kategorie nach dem Wert in mph |
| -------------------------------------- | ------------------------------------------------ | ----------------- | ----------------- | -------------------------------------------- |
| 105                                    | Kat 3                                            | 120,8             | 120               | Kat 3                                        |
| 110                                    | Kat 3                                            | 126,6             | 125               | Kat 3                                        |
| 115                                    | Kat 4                                            | 132,4             | 130               | Kat 3                                        |
| 120                                    | Kat 4                                            | 138,1             | 140               | Kat 4                                        |

| Windgeschwindigkeit, gerundet auf 5 kn | Einstufung in Kategorie, nach dem Wert in Knoten | Umrechnung in km/h | Rundung auf 5 km/h | Einstufung in Kategorie nach dem Wert in km/h |
| -------------------------------------- | ------------------------------------------------ | ------------------ | ------------------ | --------------------------------------------- |
| 125                                    | Kat 4                                            | 231,5              | 230                | Kat 4                                         |
| 130                                    | Kat 4                                            | 240,8              | 240                | Kat 4                                         |
| 135                                    | Kat 4                                            | 250,0              | 250                | Kat 5                                         |
| 140                                    | Kat 5                                            | 259,3              | 260                | Kat 5                                         |

## Diskussion um Einführung der Kategorie 6
In Wissenschaft und Meteorologie wird seit mindestens den 2010er Jahren über eine Erweiterung der bisher fünfstufigen Saffir-Simpson-Hurrikan-Windskala debattiert. Aufgrund des menschengemachten Klimawandels und damit einhergehenden höheren Meeres- und Lufttemperaturen werden Wirbelstürme stärker. Da die Energie und damit die sturmbedingte Zerstörungskraft von Hurrikans mit zunehmender Windgeschwindigkeit exponentiell ansteigt, jedoch bisher alle Hurrikans mit Windgeschwindigkeiten über 252 km/h als Kategorie 5 eingeordnet werden, wird diskutiert, ob die ursprünglich Anfang der 1970er Jahre eingeführte Skala in Zeiten des Klimawandels noch sinnvoll ist. Ein Kritikpunkt ist hierbei, dass die Zerstörungskraft besonders starker Kategorie-5-Hurrikans mit der fünfstufigen Skala nicht mehr angemessen abgebildet würde und daher eine weitere Stufe nötig sei. Um diese von den bislang aufgetretenen der Kategorie 5 weiter zu unterscheiden, stellten die US-Klimaforscher Michael F. Wehner und James P. Kossin 2024 in PNAS die Einführung einer sechsten Stufe der bislang fünfstufigen Hurrikan-Skala zur Debatte. Diese Stufe soll den Autoren zufolge alle Hurrikans mit Windgeschwindigkeiten höher 309 km/h umfassen. Mit Stand Anfang 2024 gab es der Studie nach weltweit fünf tropische Wirbelstürme in der Satellitenära, die in diese Kategorie gefallen wären: den pazifischen Hurrikan Patricia 2015, Haiyan 2013, Meranti 2016, Goni 2020 und Surigae 2021. Mit weiter fortschreitendem Klimawandel wird mit einer weiteren Zunahme solch schwerer Stürme gerechnet. Der Klimaforscher Michael E. Mann schloss sich in einem Kommentar zur Studie deren Grundaussagen an und betonte, es sei „von entscheidender Bedeutung, dass die Öffentlichkeit und die politischen Entscheidungsträger die zunehmende Bedrohung der Küsten durch intensivere, schadensträchtigere und tödliche Hurrikane verstehen.“